# Сублімація (фізика)

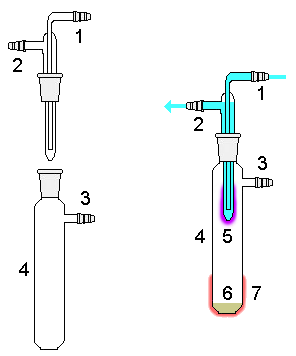
Простий сублімаційний апарат. Холодна вода, що циркулює в конденсаторі, спричиняє осадження пари.
1 — Вхід холодної води; 2 — Вихід холодної води; 3 — Лінія вакуум/газ; 4 — Сублімаційна камера; 5 — Сублімовуваний продукт; 6 — Сирий матеріал; 7 — Зовнішній нагрів.

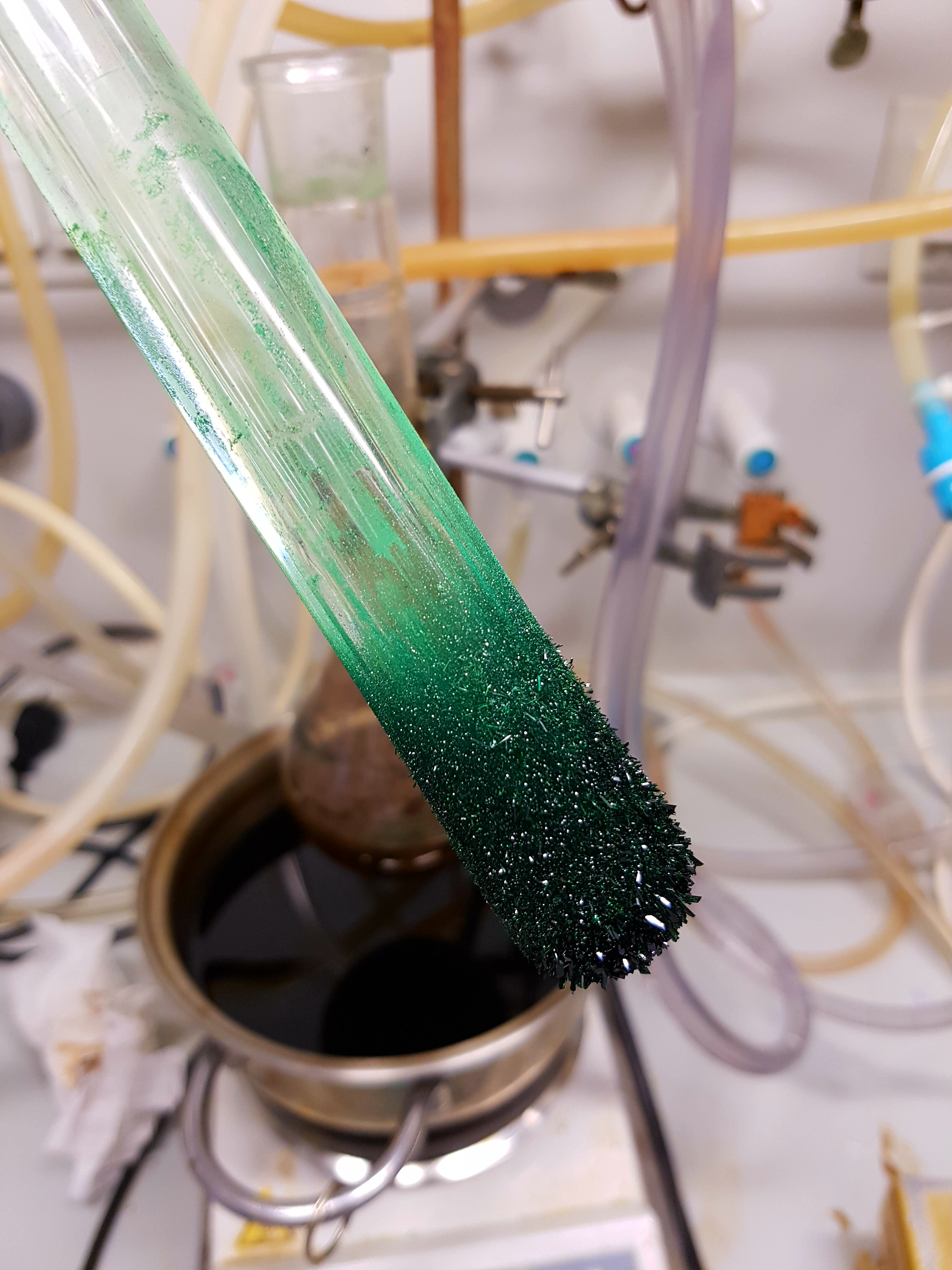
Темно-зелені кристали нікелоцену, сублімовані та щойно нанесені на холодний палець.

Субліма́ція (лат. sublimatio від sublimo — «підіймаю, підношу») — перехід речовини із твердого стану в газоподібний, оминаючи рідку фазу. Оскільки при сублімації змінюється питомий об'єм речовини і поглинається енергія (тепло сублімації), то сублімація є фазовим переходом першого роду.

## Загальний опис
Як і у рідинах, у твердих тілах завжди присутня деяка кількість молекул, енергія яких достатня для подолання притягання до інших молекул, і які здатні відірватись від поверхні тіла і перейти в навколишній простір. Для твердих тіл цей процес називається сублімацією.
Для більшості твердих тіл процес сублімації при нормальних температурах є незначним, і тиск пари над поверхнею твердого тіла малий; цей тиск підвищується із підвищенням температури. Інтенсивно сублімують такі речовини, як нафталін і камфора, що відчувається по різкому властивому їм запаху. Особливо інтенсивно сублімація проходить у вакуумі, що використовується у виготовленні дзеркал. Відомий приклад сублімації — перетворення льоду в пару — мокра білизна висихає на морозі.
Природні сублімаційні-десублімаційні процеси: утворення газових гідратів, десублімація водяної пари в атмосфері, сублімація льоду.
На ефекті сублімації базується один зі способів очищення твердих речовин. При певній температурі одна з речовин у суміші сублімується з вищою швидкістю, ніж інша. Пари речовини, що очищається, конденсують на охолоджуваній поверхні. Прилад, застосовуваний для цього способу очищення, називається субліматор.
Зворотний процес — конденсація речовин з газоподібного стану, минаючи рідкий, безпосередньо у твердий стан — десублімація. Сублімація й десублімація — фазові переходи першого роду.

## Приклади сублімації

### Сублімація йоду
Сублімація характерна, наприклад, для елементарного йоду I2, який за нормальних умов не має рідкої фази: чорні з блакитним відливом кристали відразу перетворюються (сублімуються) в газоподібний молекулярний йод (медичний «йод» є спиртовим розчином).

### Сублімація льоду
Добре піддається сублімації лід, що визначило широке застосування даного процесу як одного із способів сушіння. Сублімаційне сушіння (інакше ліофілізація; ліофільна сушка) (англ. Freeze drying або lyophilization) — процес видалення розчинника з заморожених розчинів, гелів, суспензій і біологічних об'єктів, заснований на сублімації затверділого розчинника (льоду) без утворення рідкої фази.
Сублімація застосовується в хімічній промисловості, зокрема, на виробництвах вибухонебезпечних або вибухових речовин, одержуваних осадженням з водних розчинів.
Сублімація також використовується в харчовій промисловості: так, наприклад, сублімовану каву отримують із замороженого кавового екстракту через зневоднення вакуумом.